# Taphrinomycotina
Taphrinomycotina O.E. Erikss. & Winka (citato anche come Taphrinomycetes) è una sottodivisione degli Ascomycota definita grazie alla filogenesi molecolare.  Questa sottodivisione, basale rispetto agli altri ascomiceti, comprende infatti funghi ecologicamente e morfologicamente molto differenti, difficili da ricondurre allo stesso gruppo naturale sulla base dei soli caratteri tassonomici tradizionali. Le specie della classe Archaeorhizomycetes sono definite esclusivamente su base genetica.
I caratteri comuni ai funghi appartenenti ai Taphrinomycotina sono: (1) stato sessuale di tipo ascosporico ma senza produzione di ife ascogene; (2) riproduzione asessuata per gemmazione o fissione; (3) assenza di un vero ascocarpo (presente nel solo genere Neolecta Speg.) o di strutture conidiogene; (4) stato vegetativo ifale o lievito-simile, con setti ifali privi di corpi di Woronin.
Tra le specie più importanti in relazione all'uomo ricordiamo Pneumocystis jirovecii Frenkel (prima nota come P. carinii P. Delanoë & Delanoë: responsabile della pneumocistosi) e quelle del genere Taphrina Fr. (parassite di una grande varietà di piante vascolari, tra cui diverse d'importanza agroalimentare).

## Sistematica
In base alle moderne matrici sistematiche la divisione Taphrinomycotina comprende cinque classi, ognuna comprendente un solo ordine; le famiglie sono 6 ed i generi 12. 
- Classe Archaeorhizomycetes Rosling & T.Y. James
  - Ordine Archaeorhizomycetales Rosling & T.Y. James
    - Famiglia Archaeorhizomycetaceae Rosling & T.Y. James
      - Genere Archaeorhizomycetes Rosling & T.Y. James
- Classe Neolectomycetes O.E. Erikss. & Winka
  - Ordine Neolectales O.E. Erikss. & Winka
    - Famiglia Neolectaceae Redhead
      - Genere Neolecta Speg.
- Classe Pneumocystidomycetes O.E. Erikss. & Winka
  - Ordine Pneumocystidales O.E. Erikss
    - Famiglia Pneumocystidaceae O.E. Erikss.
      - Genere Pneumocystis P. Delanoe & Delanoe
- Classe Schizosaccharomycetes O.E. Erikss. & Winka
  - Ordine Schizosaccharomycetales O.E. Erikss, Svedskog & Landvik
    - Famiglia Schizosaccharomycetaceae Beij. & Klöcker
      - Genere Hasegawaea Y. Yamada & I. Banno
      - Genere Schizosaccharomyces Lindner
- Classe Taphrinomycetes O.E. Erikss. & Winka
  - Ordine Taphrinales Gäum. & C.W. Dodge
    - Famiglia Protomycetaceae Gray[11]
      - Genere Buerenia M.S. Reddy & C.L. Kramer
      - Genere Protomyces Unger
      - Genere Protomycopsis Magnus
      - Genere Saitoella S. Goto, J. Sugiyama, M. Hmam. et al.
      - Genere Taphridium Lagerh. & Juel.
      - Genere Volkartia Maire

    - Famiglia Taphrinaceae Gäum.
      - Genere Taphrina Fr.

Nei generi Schizosaccharomyces e Saccharomyces gli aschi sono nudi, senza ife di supporto o strutture peridiali, ed il rilascio delle spore avviene per deliquescenza. Nei generi Taphrina e Neolecta invece gli aschi hanno porzionali apicali e basali distinguibili ed il rilascio delle spore avviene per rottura apicale irregolare.